# Orthosia henriqueana
Orthosia henriqueana là một loài thực vật có hoa trong họ La bố ma. Loài này được (Silveira) Liede & Meve mô tả khoa học đầu tiên năm 2008.